# Vattumannen (stjärntecken)
Vattumannen (latin: Aquarius; grekiska: Ὑδροχόος, Hydrokhoos; symbol: ♒) är ett astrologiskt stjärntecken i zodiaken.